# 异叶橐吾
异叶橐吾（学名：Ligularia heterophylla）为菊科橐吾属的植物。分布于俄罗斯以及中国大陆的新疆等地，生长于海拔2,150米至2,500米的地区，多生在山坡草地，目前尚未由人工引种栽培。

## 异名
- Ligularia heterophylla Chang nom. illegit.